# جاده ئی۸۰۱ اروپا
جاده ئی۸۰۱ اروپا (به انگلیسی: European route E801) یکی از جاده‌های درجه ۲ قاره اروپا است.
این جاده از شهر کویمبرا (پرتغال) شروع شده و در شهر ورین (اسپانیا) به پایان می‌رسد.